# Phyllomydas quercus
Phyllomydas quercus is een vliegensoort uit de familie Mydidae. De wetenschappelijke naam van de soort is voor het eerst geldig gepubliceerd in 1978 door Wilcox.
De soort komt voor in de Verenigde Staten.